# 阿曇比羅夫
阿曇 比羅夫（あずみ の ひらふ）は、飛鳥時代の人物。名は比良夫とも書く。氏は阿曇氏（安曇氏）だが阿曇山背（安曇山背）と表記されるものもある。姓は連。冠位は大錦中。

## 経歴
舒明天皇即位中に百済に使者として派遣されていたが、舒明天皇13年（641年）天皇の崩御に際し、翌642年百済の弔使を伴って帰国し、その接待役を務めている。またこのとき百済の王子翹岐を自分の家に迎えている。篠川賢は、比羅夫はマエツキミであったとした。斉明天皇7年（661年）、高句麗が唐の攻撃を受けると、百済を救援するための軍の将軍となり、百済に渡っている。翌天智天皇元年（662年）、日本へ渡来した百済の王子・豊璋に王位を継がせようと水軍170隻を率いて王子と共に百済に渡った。大錦中に任じられた。
天智天皇2年8月27 - 28日（663年10月4 - 5日）の白村江の戦いで戦死したとされる。長野県安曇野市の穂高神社に安曇連比羅夫命として祀られる。同神社の御船祭りは毎年9月27日に行われるが、これは阿曇比羅夫の命日であるとされる。